# Crithagra donaldsoni
Crithagra donaldsoni é um espécie de passeriforme da família das Fringillidae.
Pode ser encontrada nos seguintes países:  Etiópia, Quénia e Somália.